# Pobiel
Pobiel (niem. Pobil, lub Bobile) – wieś w Polsce, położona w województwie dolnośląskim, w powiecie górowskim, w gminie Wąsosz.
| SIMC    | Nazwa   | Rodzaj     |
| ------- | ------- | ---------- |
| 0377360 | Młynary | osada      |
| 0377354 | Zubrza  | przysiółek |

## Historia
Odkryto tu najstarsze szczątki Homo sapiens (fragmenty czaszki młodej kobiety) na Dolnym Śląsku, datowane na lata 8700–8600 p.n.e.
Miejscowość ma metrykę średniowieczną i notowana była już w XIV wieku. W 1323 zanotowana została   jako Pobel, 1418 Pobil, 1787 Bobiele, 1845 Bobile, 1800 Bobile, 1900 Bobile. Nazwa wywodzi się od białej barwy - wyrażenia "po bieli". Została zniemczona przyjmując formę Bobile z regularną wymianą głoski p na b. W 1936 roku ówczesna niemiecka administracja nazistowska zastąpiła historyczną nazwę sztuczną formą Wandelheim. Po 1945 polska administracja nadała wsi nazwę Pobiel.
W księdze łacińskiej Liber fundationis episcopatus Vratislaviensis (pol. Księga uposażeń biskupstwa wrocławskiego) spisanej za czasów biskupa Henryka z Wierzbna w latach 1295–1305 miejscowość wymieniona jest w zlatynizownej formie Subra.

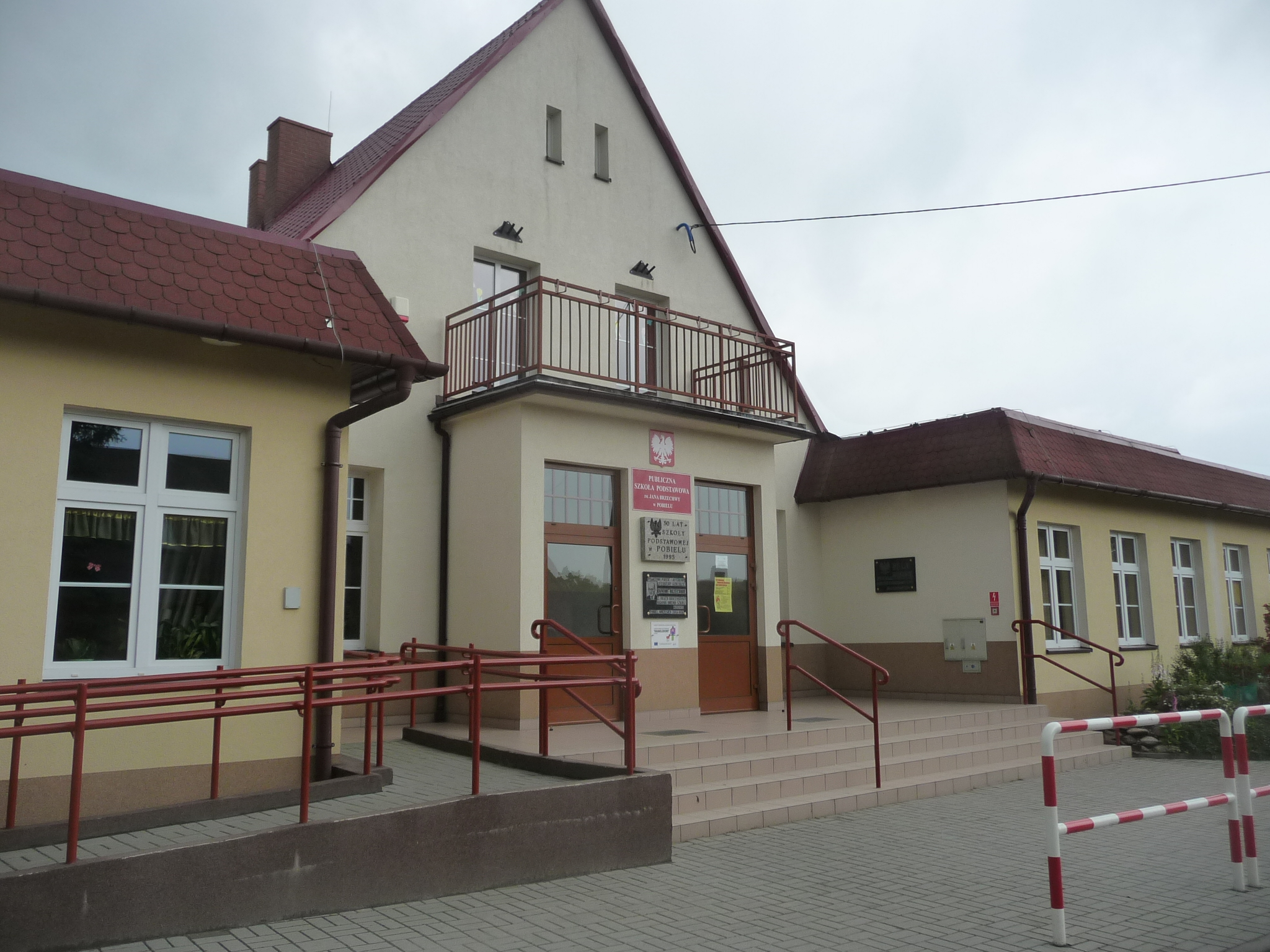
Szkoła w Pobielu

W latach 1954-1959 wieś była siedzibą gromady Pobiel, po jej zniesieniu w gromadzie Wąsosz. W latach 1975–1998 miejscowość administracyjnie należała do województwa leszczyńskiego.

## Demografia
Pobiel jest największą miejscowością gminy Wąsosz. Według Narodowego Spisu Powszechnego liczyła 470 mieszkańców (III 2011 r.).

## Zabytki
Do wojewódzkiego rejestru zabytków wpisany jest obiekt:
- młyn nr 166 (obecnie nr 51), z początku XX wieku